# Tápióbicske
Tápióbicske é um município da Hungria, situado no condado de Peste. Tem 48,48 km² de área e sua população em 2015 foi estimada em 3.409 habitantes.